# Witold Mazur
Witold Maciej Mazur (ur. 3 maja 1973 w Sanoku) – polski łyżwiarz szybki, wielokrotny medalista mistrzostw Polski, reprezentant Polski. Absolwent AWF w Krakowie, trener.

## Życiorys
Syn Józefa. Wychowanek trenera Leszka Ciuka w klubie MKS Zryw Sanok. W karierze łyżwiarstwa szybkiego reprezentował barwy klubów TS Zryw (Roweromania) Sanok, SMS Zakopane, od 2007 SKŁ Górnik Sanok. Występował także jako panczenista niestowarzyszony (m.in. w 2007).
Barwy SKŁ Górnik Sanok reprezentował w latach 2008-2009 (w tym czasie zdobył 3 medale: 2 srebrne i 1 brązowy).
W 1990 został członkiem kadry narodowej Polski. W 2002 roku był w szerokiej kadrze na Zimowe Igrzyska Olimpijskie 2002 w Salt Lake City, jednak przed olimpiadą został wycofany ze składu przez zarząd PZŁS. Cztery lata później był również pierwotnie przewidziany w kadrze Polski na kolejne Zimowe Igrzyska Olimpijskie 2006 w Turynie, gdy na początku 2006 w zawodach Canada Post Cup w Calgary uzyskał minimum olimpijskie i został zatwierdzony 20 stycznia tego roku. Jednak również tym razem nie został olimpijczykiem, gdyż przesądziła o tym redukcja listy zawodników z 28 stycznia, którzy osiągnęli minima kwalifikacyjne. Mazur wypełnił minimum wyznaczone przez Międzynarodową Unię Łyżwiarską, lecz z powodu zbyt dużej ilości zgłoszeń (limit dla łyżwiarstwa szybkiego wynosił 170 osób, a zgłoszono 220 osób) ostatecznie na igrzyska nie pojechał. Organizacja skreśliła 50 zawodników, wśród nich także Mazura. Tym samym nie powiodła się jego czwarta zakwalifikowania się na zimowe igrzyska olimpijskie.
Następnie przerwał na rok karierę z uwagi na kłopoty zdrowotne. Po powrocie ponownie występował w zawodach o Mistrzostwo Polski.
Występował także w zawodach wrotkarskich. We wrześniu 1999 w Warszawie zdobył srebrny medal podczas I Mistrzostw Polski we Wrotkarstwie
Po zakończeniu kariery zawodniczej osiadł w Dusznikach-Zdroju i został trenerem w sekcji jazdy szybkiej na rolkach w UKS Orlica Duszniki Zdrój.
Został trenerem II klasy. W czerwcu 2012 wygrał konkurs na stanowisko trenera głównego szkolenia kobiet ogłoszony przez Polski Związek Łyżwiarstwa Szybkiego. Pozostawał na tej funkcji do maja 2013. Od tego czasu nadal współpracował z kadrą kobiet i jej głównym trenerem Krzysztofem Niedźwiedzkim, w tym w styczniu 2013 został powołany do sztabu szkoleniowego na Zimowe Igrzyska Olimpijskie 2014 w Soczi. W późniejszym czasie był trenerem kadry młodzieżowo-juniorskiej, a w kwietniu 2016 został szkoleniowcem kadry Polski mężczyzn.
10 maja 2017 odniósł obrażenia w wypadku drogowym, po tym jak jadąc rowerem został potrącony przez samochód.

## Osiągnięcia
| - Mistrzostwa Polski w Łyżwiarstwie Szybkim w Wieloboju 1994: - brązowy medal - Mistrzostwa Polski w Łyżwiarstwie Szybkim w Wieloboju 1996: - brązowy medal - Mistrzostwa Polski w Wieloboju 1996: - brązowy medal - Mistrzostwa Polski w Łyżwiarstwie Szybkim na Dystansach 1996: - brązowy medal (500 m) - Mistrzostwa Polski w Łyżwiarstwie Szybkim w Wieloboju 1999: - srebrny medal - Mistrzostwa Polski w Łyżwiarstwie Szybkim na Dystansach 1999: - brązowy medal (1500 m) - brązowy medal (10 000 m) - Mistrzostwa Polski w Łyżwiarstwie Szybkim na Dystansach 2000: - brązowy medal (5000 m) - brązowy medal (10 000 m) - Mistrzostwa Polski w Łyżwiarstwie Szybkim na Dystansach 2001: - brązowy medal (1500 m) - brązowy medal (5000 m) - brązowy medal (10 000 m) - Mistrzostwa Polski w Łyżwiarstwie Szybkim na Dystansach 2002: - brązowy medal (5000 m) - brązowy medal (10 000 m) - Mistrzostwa Polski w Łyżwiarstwie Szybkim na Dystansach 2003: - srebrny medal (5000 m) - Mistrzostwa Polski w Łyżwiarstwie Szybkim na Dystansach 2004: - srebrny medal (5000 m) - Mistrzostwa Polski w Łyżwiarstwie Szybkim na Dystansach 2005: - srebrny medal (5000 m) - Mistrzostwa Polski w Łyżwiarstwie Szybkim na Dystansach 2006: - brązowy medal (1500 m) - srebrny medal (5000 m) - srebrny medal (10 000 m) - Mistrzostwa Polski w Łyżwiarstwie Szybkim na Dystansach 2007: - srebrny medal (1500 m) - złoty medal (5000 m) - srebrny medal (10 000 m) - Mistrzostwa Polski w Łyżwiarstwie Szybkim na Dystansach 2009: - brązowy medal (5000 m) - srebrny medal (10 000 m) - srebrny medal (wyścig drużynowy) |  | - Trofeum za sezon 1993/1994 - Trofeum za sezon 1994/1995. - Mistrzostwa Świata w Łyżwiarstwie Szybkim na Dystansach 2001: - 21. miejsce (5000 m) - Mistrzostwa Świata w Łyżwiarstwie Szybkim na Dystansach 2003: - 15. miejsce (5000 m) - Mistrzostwa Świata w Łyżwiarstwie Szybkim na Dystansach 2004: - 10. miejsce (5000 m) - 8. miejsce (10 000 m) - Mistrzostwa Świata w Łyżwiarstwie Szybkim na Dystansach 2005: - 14. miejsce (5000 m) - 6. miejsce (drużynowo) Mistrzostwa Europy w łyżwiarstwie szybkim rozgrywane są wyłącznie w wieloboju. - 2003: 23. miejsce - 2004: 28. miejsce - 2007: 24. miejsce |

## Nagrody i odznaczenia
- Nagroda Miasta Sanoka za rok 1994 za całokształt dorobku sportowego w łyżwiarstwie szybkim[26][27][28]
- Brązowy Krzyż Zasługi (2014, za zasługi dla rozwoju kultury fizycznej, za osiągnięcia w pracy trenerskiej)[29][30]
- Trzecie miejsce w plebiscycie dla najpopularniejszego sportowca Sanoka za rok 1994[31][32]
- Trzecie miejsce w plebiscycie na najpopularniejszego sportowca województwa krośnieńskiego, organizowanym przez czasopismo „Podkarpacie” za rok 1997[33]